# Jonas Minthe
Jonas Minthe (* 8. August 1989 in Mainz) ist ein deutscher Schauspieler und Sprecher.

## Leben
Minthe studierte von 2009 bis 2013 Schauspiel an der Hochschule für Musik, Theater und Medien Hannover. Erste Engagements führten ihn während seines Studiums ans Theater Bremen. Von 2013 bis 2015 war er festes Ensemble-Mitglied am Theater Bonn. Seit 2015 führten ihn Gastengagements u. a. ans Thalia Theater Hamburg und ans Ernst-Deutsch-Theater. Im Jahr 2013 gewann er bei den Bad Hersfelder Festspielen den Hersfeld-Preis für seine Rolle als d’Artagnan in Die drei Musketiere unter der Regie von Volker Lechtenbrink.
Minthe lebt in Hamburg.

## Filmografie (Auswahl)
- 2012: Notruf Hafenkante: Getrennte Wege – Regie: Thomas Jauch
- 2013: Heiter bis tödlich: Morden im Norden: Über Bord – Regie: Dirk Pientka
- 2014: Wilsberg: Das Geld der Anderen – Regie: Dominic Müller
- 2014: Notruf Hafenkante: Räuberschach – Regie: Rolf Wellingerhof
- 2014: Polizeiruf 110: Eine mörderische Idee:  –  Regie: Stephan Rick
- 2015: Unter Gaunern: Der große Liebe – Regie: Sophie Allet-Coche
- 2016: Bettys Diagnose: Von Anfängen und Abschieden – Regie: Sabine Bernardi
- 2016: Sibel & Max: Drei sind einer zu viel – Regie: Ulrike Hamacher
- 2016: Der Lehrer: Verknallt? So´n Quatsch – Regie: Sebastian Sorger
- 2016: Der Alte: Tödliche Ideale – Regie: Matthias Kiefersauer
- 2016: SOKO Köln: Zimmer frei – Regie: Torsten Wacker
- 2017: Heldt: Der Tod fährt mit – Regie: Heinz Dietz
- 2017: In aller Freundschaft – Die jungen Ärzte: Sinneswandel – Regie: Micaela Zschieschow
- 2017: Inga Lindström – Kochbuch der Liebe (Fernsehfilm) – Regie: Ulli Baumann
- 2018: Großstadtrevier: Entführung auf Anfrage – Regie: Torsten Wacker
- 2019–2024: Tatort (Göttingen) → siehe Lindholm und Schmitz
  - 2019: Das verschwundene Kind – Regie: Franziska Buch
  - 2020: Krieg im Kopf – Regie: Jobst Christian Oetzmann
  - 2020: National feminin – Regie: Franziska Buch
  - 2022: Die Rache an der Welt – Regie: Stefan Krohmer
  - 2024: Geisterfahrt – Regie: Christine Hartmann
- 2019: Hubert ohne Staller: Um ein Haar – Regie: Sebastian Sorger
- 2019: Die Pfefferkörner: Jagd auf Lisbeth – Regie: Daniel Drechsel-Grau
- 2019, seit 2023: Morden im Norden
- 2019: Check Check: Altlasten – Regie: Lars Jessen
- 2020: Der starke Hans (Märchenfilm der ARD-Reihe Sechs auf einen Streich)
- 2021: SOKO Leipzig: Kampf ums Paradies – Regie: Patrick Winczewski
- 2021: SOKO Hamburg: Unter Lehrern
- 2021: Inga Lindström – Hochzeitsfieber – Regie: Matthias Kiefersauer
- 2022: SOKO Leipzig: Der Zeuge
- 2023: In aller Freundschaft: Menschen ändern sich
- 2024: SOKO Stuttgart (Fernsehserie, Folge 1988)
- 2025: Bettys Diagnose (Fernsehserie, 9 Folgen)

## Hörspiele (Auswahl)
- 2014: Die Schatzinsel – Regie: Leonhard Koppelmann (HR)
- 2014: Wirtschaftskomödie – Regie: Leonhard Koppelmann (BR)
- 2014: Stirb für mich – Regie: Walter Adler (WDR)
- 2014: Elfriede Jelinek: Die Schutzbefohlenen – Regie: Leonhard Koppelmann (Hörspiel – BR/ORF)
- 2015: Das schweigende Mädchen – Regie: Leonhard Koppelmann (BR)
- 2015: Party – Regie: Christiane Ohaus (NDR)
- 2015: Zweiundzwanzig – Regie: Irene Schuck (NDR)
- 2015: Die Überfahrt – Regie: Irene Schuck (MDR)
- 2016: Der Tod von Sweet Mister – Regie: Roman Neumann (NDR)
- 2017: Der Club – Regie: Theresia Singer (headroom)
- 2017: Cocktail für eine Leiche – Regie: Irene Schuck (audoba)
- 2018: Sabine Stein: Sumatra – Regie: Roman Neumann (NDR)
- 2018: Bell und Harry (Hörbuch Hamburg)
- 2019: Arthur Conan Doyle: Mayerling (Sherlock Holmes – Die geheimen Fälle des Meisterdetektivs Folge 41) – Regie: Marc Gruppe (Titania Medien)[5]
- 2019: Warum gibt es uns? – Regie: Angelika Schaack (Hörcompany)
- 2020: Wilhelm Hauff: Das kalte Herz (Gruselkabinett Folge 159) – Regie: Marc Gruppe (Titania Medien)

## Theater (Auswahl)
- 2012: Platonov (Theater Bremen)
- 2013: Die drei Musketiere (Bad Hersfelder Festspiele)
- 2014: Nullzeit (Theater Bonn)
- 2014: Waffenschweine (Theater Bonn)
- 2014: Die Möwe (Theater Bonn)
- 2015: Die drei Musketiere (Thalia Theater Hamburg)
- 2016: Kabale und Liebe (Ernst Deutsch Theater)
- 2016: Nathan der Weise (Ernst Deutsch Theater)
- 2017: Der Widerspenstigen Zähmung (Ernst Deutsch Theater)
- 2017: Die Welle (Ernst Deutsch Theater)
- 2017: Der eingebildete Kranke (Ernst Deutsch Theater)
- 2018: 1984 (Ernst Deutsch Theater)
- 2019: Was ihr wollt (Ernst Deutsch Theater)